# Sebastian Borger
Sebastian Borger (* 1964 in Kronach) ist ein deutscher Journalist und Autor. 

## Leben
Von 1987 bis 1988 besuchte Sebastian Borger die Henri-Nannen-Schule unter dem ersten Schulleiter Wolf Schneider.
Ab 1989 war Borger Polizei-Reporter bei der Münchner Abendzeitung. 1991 wechselte er zum Spiegel, für den er in Hamburg und Dresden tätig war. 1995 zog er nach London und studierte dort bis 1998 an der London School of Economics and Political Science. 1998 bis zu dessen Schließung 2007 arbeitete er für das Schweizer Nachrichtenmagazin Facts, von 2010 bis 2012 war er Korrespondent der Financial Times Deutschland und bis 2014 schrieb er für das Polit-Magazin Cicero.
Heute ist er als unabhängiger Berater und London-Korrespondent tätig. Er schreibt unter anderem für die Berliner Zeitung, die Frankfurter Rundschau, den Wiener Standard und Schweizer Regionalzeitungen.
Auch in Spiegel Geschichte ist er regelmäßig mit Beiträgen zu unterschiedlichen Themen vertreten. 
Von der BBC wird er gelegentlich als Gastkommentator zu deutsch-britischen und internationalen Themen eingeladen.
Borger ist der Bruder der Schriftstellerin Martina Borger und ein Nachkomme von Balthasar Crusius.

## Werke
- Verzockt. Kweku Adoboli und die UBS. Stämpfli, Bern 2013, ISBN 978-3-7272-1245-1.